# Rock in Rio (альбом)
Rock in Rio (в переводе с англ. — «Рок в Рио») — шестой концертный альбом британской хеви-метал-группы Iron Maiden, вышедший в 2002 году, первый концертный альбом группы после возвращения в состав вокалиста Брюса Дикинсона и гитариста Эдриана Смита. Запись концерта Rock in Rio, одного из самых массовых концертов коллектива — музыканты выступали перед толпой, насчитывающей более 250 000 человек. Видеозапись тура вышла в продажу на DVD 16 июля 2002 года.

## Об альбоме
Концерт, на котором и была записана пластинка, проходил во время тура «Brave New World», который длился с июня 2000 года по январь 2001 года. Тур охватил три континента — Евразию, Северную Америку и Южную Америку.

### Список композиций
CD 1
1. «Intro (Arthur’s Farewell)» (Джерри Голдсмит) — 1:55
2. «The Wicker Man» (Диккинсон, Смит, Харрис) — 4:42
3. «Ghost of the Navigator» (Диккинсон, Герс, Харрис) — 6:49
4. «Brave New World» (Диккинсон, Мюррей, Харрис) — 6:06
5. «Wrathchild» (Харрис) — 3:06
6. «2 Minutes to Midnight» (Диккинсон, Смит) — 6:27
7. «Blood Brothers» (Харрис) — 7:15
8. «Sign of the Cross» (Харрис) — 10:50
9. «The Mercenary» (Герс, Харрис) — 4:42
10. «The Trooper» (Харрис) — 4:34

CD 2
1. «Dream of Mirrors» (Герс, Харрис) — 9:38
2. «The Clansman» (Харрис) — 9:19
3. «The Evil That Men Do» (Диккинсон, Смит, Харрис) — 4:41
4. «Fear of the Dark» (Харрис) — 7:40
5. «Iron Maiden» (Харрис) — 5:52
6. «The Number of the Beast» (Харрис) — 5:01
7. «Hallowed Be Thy Name» (Харрис) — 7:24
8. «Sanctuary» (Пол Ди’Анно, Мюррей, Харрис) — 5:17
9. «Run to the Hills» (Харрис) — 4:52

### Соло
- Дэйв Мюррей (13 соло):

1. Второе соло в «Brave New World»
2. «Wrathchild»
3. Первое соло «2 Minutes to Midnight»
4. Первое соло «Blood Brothers»
5. Первое соло «Sign of the Cross»
6. Первое соло «The Mercenary»
7. Второе соло «The Trooper»
8. Второе соло «The Clansman»
9. Второе соло «Fear of the Dark»
10. Первое соло «The Number of the Beast»
11. Первое соло «Hallowed Be Thy Name»
12. Второе соло «Sanctuary»
13. «Run to the Hills»

- Яник Герс (10 соло):

1. «Ghost of the Navigator»
2. Первое соло «Brave New World»
3. Второе соло «Blood Brothers»
4. Второе соло «Sign of the Cross»
5. Первое соло «The Trooper»
6. «Dream Of Mirrors»
7. Первое соло «The Clansman»
8. «The Evil That Men Do»
9. Первое соло «Fear of the Dark»
10. Второе соло «Hallowed Be Thy Name»

- Эдриан Смит (7 соло):

1. 'The Wicker Man'
2. Второе соло «2 Minutes to Midnight»
3. Второе соло «The Mercenary»
4. Первое соло «The Trooper»
5. «The Evil That Men Do»
6. Второе соло «The Number of the Beast»
7. Первое соло «Sanctuary»

### Участники записи
- Брюс Дикинсон — вокал
- Дэйв Мюррей — гитара
- Яник Герс — гитара
- Эдриан Смит — гитара
- Стив Харрис — бас-гитара, бэк-вокал
- Нико МакБрэйн — ударные

а также
- Мишель Кенней — клавишные